# Anna Müller-Herrmann
Anna Müller-Herrmann (* 1888; † 1975, geb. Anna Müller, ab 1944 nach zweiter Eheschließung: Anna Herrmann-Kölschbach) war eine Gymnastiklehrerin und Gründerin von Gymnastikschulen. Sie entwickelte u. a. das System der Pflegerischen Gymnastik.

## Leben
Anna Müller-Herrmann wurde als Tochter von Josef Müller und dessen Ehefrau Therese Müller geboren. Sie legte 1916 das Examen zur Gymnastiklehrerin ab. Danach erfolgte eine Ausbildung im Seminar für Klassische Gymnastik der Mathilde Zimmer-Stiftung und eine Zusammenarbeit mit deren Begründer, Friedrich Zimmer, der Bess-Mensendieck-Schülerin Louise Langgaard und der Hedwig-Kallmeyer-Schülerin Hedwig von Rohden. 1922 heiratete sie Christian Herrmann und ihr Sohn Wolfgang wurde geboren. Anna Herrmann gehörte zur dritten Generation derer, die in Deutschland die Frauengymnastik aufbaute. Ebenfalls 1922 gründete sie die nach ihr benannte Anna-Herrmann-Schule – Ausbildungsinstitut für Pflegerische Gymnastik in Berlin-Eichkamp. In Berlin unterstützte Müller-Herrmann engagiert das pädagogische Konzept des naturistischen Gymnastiklehrers Adolf Koch, beispielsweise in ihrer Schrift Die Bekleidungsfrage in der Körpererziehung. Müller-Hermann war Mitglied im Deutschen Gymnastik Bund (D.G.B.), wurde jedoch am 27. Februar 1931 „aus nicht zu rekonstruierenden Gründen“ ausgeschlossen. 1932 hielt sie einen Rundfunk-Vortrag in Berlin über die Pflegerische Gymnastik.
Im November 1935 erfolgte die Fixierung des Konzepts der Pflegerischen Gymnastik in einer Anordnung des Reichsverbandes Deutscher Turn-, Sport- und Gymnastiklehrer e.V. 1943 wurde die Schule bei einem Bombenangriff auf Berlin zerstört, 1944 erfolgte die Verlegung der Schule nach Freiburg im Breisgau. Anna Müller heiratete 1927 den Kunstmaler Josef Kölschbach aus Köln.
1947 wurde die als staatlich anerkannte Fachschule für Gymnastik im Stadion Köln-Müngersdorf (Deutsche Sporthochschule) eröffnet, 1956 erfolgte die Eröffnung eines Zweitinstitutes im Kölner Stadtzentrum und 1974 die notarielle Übertragung der Anna Herrmann-Schule auf Heidi Bosen, ihre Schülerin in den Jahren 1948 bis 1951. Sie firmiert seit 1975 als Anna Herrmann Schule Köln, Berufsfachschule für Gymnastik, staatlich anerkannte Ersatzschule zur Ausbildung von Gymnastiklehrerinnen.